# Pulmonary Pharmacology & Therapeutics
Pulmonary Pharmacology & Therapeutics, ( abreviado Pulm. Farmacol. Ther)., es una revista científica publicada por Elsevier-Verlag. La revista se fundó en 1988 con el nombre de Pulmonary Pharmacology, que se amplió a su nombre actual en 1997. Aparece con seis números al año. Se publican trabajos que tratan sobre la farmacología de los pulmones.
El factor de impacto en 2014 fue de 2.937. Según las estadísticas de ISI Web of Knowledge, este factor de impacto ubica a la revista en el puesto 87 de 254 revistas en la categoría de Farmacología y Farmacia y en el puesto 20 de 57 revistas en la categoría Sistema Respiratorio.

## Métricas de revista
2022
- Web of Science Group : 3.41
- Índice h de Google Scholar: 75
- Scopus: 3.275